# Rio Maior (freguesia)
Pour la commune, voir Rio Maior.
Rio Maior est une freguesia portugaise située dans le District de Santarém.
Avec une superficie de 82,94 km2 et une population de 11 532 habitants (2001), la paroisse possède une densité de 139,0 hab/km2.